# ناحیه سیدی مزغیش
ناحیه سیدی مزغیش (به عربی: دائرة سیدی مزغیش) یک ناحیه در الجزایر است که در استان سکیکده واقع شده‌است. ناحیه سیدی مزغیش ۳۳۲٫۲۳ کیلومتر مربع مساحت و ۵۰٬۶۱۵ نفر جمعیت دارد.